# Cesarica Džingu
Cesarica družica Džingu (神功皇后 "Džingu-kogo"), občasno tudi cesarica regentka Džingu (神功天皇 "Džingu-teno") je japonska cesarica, ki je zavladala v letu 201. Njen oče je Okinaganosukunenomiko (息長帯比売命) in njena mati Kazurakinotakanukahime (葛城高顙媛), potomka Amenohiboka (天日槍), legendarnega korejskega princa. Od leta 201 je po smrti soproga, cesarja Čuaia, služila kot regentka mladoletnemu sinu, ki je po njeni smrti leta 269 zavladal kot cesarja Odžin. Do Obdobja Meidži so jo smatrali za 15. japonsko cesarico po tradicionalnem nasledstvu, a jo je revizija zgodovinskih dokumentov oropala naziva teno.

## Legenda
Življenju cesarice Džingu ne moremo pripisati točnih datumov, saj ni dovolj virov za verifikacijo. Imajo jo za "legendarno cesarico". Ob nastopu na krizantemin prestol se je imenovala princesa Okinagataraši (息長帯比売).
Čeprav ostaja zadnje počivališče te legendarne vladarice neznano, je cesarici Džingu uradno posvečen misasagi ali grobnica v Misasagi-čo v Nari. Ta cesarska grobnica tipa kofun ima značilen otok v obliki ključavnice na sredini z vodo napolnjenega jarka.
Čikafusa Kitabatake (1293-1354) in Hakuseki Arai (1657-1725) sta trdila, da je bila dejansko kraljica Himiko, šamanska kraljica kraljestva Jamatai, in je morala biti kot pripadnica cesarske družine ter zgodovinski lik vključena v Nihon Šoki. Sodobni strokovnjaki predvidevajo, da bi lahko bila tudi Jamatohime-no-mikoto ali Jamato-totohimomoso-hime.
Leta 1881 je postala prva ženska na japonskem bankovcu. Ker uradni portret ne obstaja, jo je umetniško upodobil Edoardo Chiossone; za model je uporabil uslužbenko vladnega tiskarskega urada. Isto sliko in njene variante so uporabili tudi na mnogih izdajah poštne znamke.
Cesarska hiša ji je posvetila uradni mavzolej Saki no Tatanami no ike no e no Misasagi v Nari na področju bivše province Jamato.
Razen legendarne Džingu je Japonski vladalo osem cesaric, njihov naslednik pa je bil izbran izmed moških na očetovi strani cesarske krvne linije, zaradi česar konzervativni strokovnjaki vztrajajo, da so bile ženske na prestolu samo začasne vladarice in da je treba v 21. stoletju ohraniti moško dedno nasledstvo na prestolu. Cesarica Genmei, za katero je na prestol sedla njena hčerka cesarica Genšo, ostaja edina izjema temu pravilu v zgodovini.

### Polemike
Po Nihon Šokiju je vodila vojsko v obljubljeno deželo (zgodovinarji menijo, da je ta nekje na Korejskem polotoku) in se vrnila na Japonsko po treh letih kot zmagovalka. Na korejskih tleh ni nobenega dokaza o njeni vladavini, kar nakazuje na to, da so dogodki izmišljeni, netočni, ali pa da je do njih prišlo več kot 400 let pred nastankom kronike. Njen sin Odžin naj bi se rodil po njeni vrnitvi. Legenda pravi, da je bil spočet, a ne še rojen, ko je cesar Čuai umrl. Po tri leta trajajoči invaziji se je le rodil. Verjetno so se tri leta navezovala na tri žetve v enem letu (9 mesecev) ali pa je očetovanje cesarja Čuaia samo simbolno.
Nekateri verjamejo, da temeljijo njena osvajanja samo na steli Gwanggaeto, čeprav se pojavijo tudi v Kožikiju in Nihon Šokiju. Slednji navaja, da je cesaričin oče vnuk cesarja Kaika, njena mama pa pripadnica klana Kacuragi.

Nekateri trdijo, da so bile pismenke na steli spremenjene, japonska prisotnost pa dodana. Danes japonski in nekateri kitajski strokovnjaki zavračajo teorijo o poškodovani steli na podlagi študija stele same in odrisih pred Sakojem, ko še ni bilo možnosti, da bi stelo spremenili ali ponaredili. Japonske vojaške aktivnosti, ki bi naj jih zatrl kralj Gwanggaero, zasedajo polovico stele. Njen pomen je še vedno stvar debat, sploh glede tega, če je bila poškodovana namerno ali ne. Manjkajoče pismenke onemogočajo prevajanje, Japonci pa naj bi stelo narobe interpretirali, kar je podrobno opisano v knjigi "From Paekchae Korea to the Origin of Yamato Japan". Zaradi napačnih ločil jo lahko prevedemo na 4 načine, tudi da je Koreja prečkala Korejsko ožino in Japonce prisilila v podložništvo.
V kitajski Knjigi Songov Šen Jueja (441-513) dinastije Liu Song je zabeležena japonska prisotnost v Koreji, a so imeli Liu Songi kot južna kitajska dinastija verjetno malo stikov s severovzhodno Azijo. Mnogi zgodovinarji verjamejo, da so uporabljali isto ime za kraljestvo Baekje, Samhan in Jamato Japonsko.
Po kitajski Knjigi Sujev naj bi Japonska vojaško podpirala kraljestvi Baekje in Silla.
Glede na Kronike treh kraljestev, napisanih leta 1145, je kralj Asin iz kraljestva Baekje poslal sina, princa Jeonjija kot talca na japonski dvor. Tudi kralj Silseong kraljevine Silla je leta 402 poslal svojega sina, s čimer naj bi si zagotovili japonsko vojaško pomoč za nadaljevanje vojaških kampanj. Dejstvo, ki še bolj zaplete naše videnje odnosa med Japonsko in Korejo v tem času je zapis v Nihon Šokiju, ki pravi, da naj bi korejski princ Amenohiboko prišel na Japonsko, kjer je postal ded Tadžimamoriju, služabniku cesarju Sujninu. Če so Korejci res pošiljali talce in sorodnike Japoncem, je še vedno stvar debat.